# Гуанаре
Гуанаре (ісп. Guanare) — місто на північному заході Венесуели, входить до складу штату Португеса. Населення — 113 000 чоловік (2007).
Місто було засновано 1589 року губернатором Дієго де Осоріо.
Місто має дев'ять університетів.

## Пам'ятки
Багато хто вважає Гуанаре духовною столицею Венесуели. Тут розташований храм Діви Марії де Коромото на честь святої покровительки країни та пам'ятник, зведений 1996 року, також на її честь.
В центрі міста стоїть пам'ятник національному герою — Симону Болівару.

## Клімат
Місто знаходиться у зоні, котра характеризується кліматом тропічних саван. Найтепліший місяць — березень із середньою температурою 28.2 °C (82.8 °F). Найхолодніший місяць — липень, із середньою температурою 25.8 °С (78.4 °F).
| Клімат Гуанаре          | Клімат Гуанаре | Клімат Гуанаре | Клімат Гуанаре | Клімат Гуанаре | Клімат Гуанаре | Клімат Гуанаре | Клімат Гуанаре | Клімат Гуанаре | Клімат Гуанаре | Клімат Гуанаре | Клімат Гуанаре | Клімат Гуанаре | Клімат Гуанаре |
| Показник                | Січ.           | Лют.           | Бер.           | Квіт.          | Трав.          | Черв.          | Лип.           | Серп.          | Вер.           | Жовт.          | Лист.          | Груд.          | Рік            |
| Середня температура, °C | 26,7           | 27,5           | 28,2           | 27,9           | 26,8           | 26,1           | 25,8           | 26,1           | 26,6           | 26,7           | 26,7           | 26,2           | 26,8           |
| Норма опадів, мм        | 18.1           | 19.5           | 41.1           | 131.5          | 233.1          | 253.3          | 259.2          | 207.6          | 177.2          | 178.2          | 113.4          | 41.7           | 1673.9         |
| Днів з опадами          | 2,9            | 2,4            | 3,8            | 12,5           | 18,9           | 21             | 21,7           | 19,5           | 16             | 15,6           | 10,2           | 6,7            | 151,2          |
| Вологість повітря, %    | 69.3           | 65.6           | 64.4           | 70.4           | 79.4           | 82.1           | 83.7           | 83.6           | 82.8           | 81.2           | 80             | 75.2           | 76.5           |
| ----------------------- | -------------- | -------------- | -------------- | -------------- | -------------- | -------------- | -------------- | -------------- | -------------- | -------------- | -------------- | -------------- | -------------- |
| Джерело: Weatherbase    |                |                |                |                |                |                |                |                |                |                |                |                |                |